# Rio Feredeu (Hăşdate)
O Rio Feredeu é um rio da Romênia, afluente do Hăşdate, localizado no distrito de Cluj.